# Michel Micombero
Michel Micombero (* 1940 in Rutovu; † 16. Juli 1983 in Somalia) war vom 28. November 1966 bis 1. November 1976 der Präsident von Burundi.

## Leben
In den Jahren nach der Unabhängigkeit breitete sich in Burundi zunehmend Chaos aus. König Mwambutsa IV. ersetzte den Premierminister, nachdem Anti-Tutsi-Truppen damit gedroht hatten, die gleiche Gewalt wie in Ruanda walten zu lassen. Am 18. Oktober 1965 setzte der Hutu-Führer Gervais Nyangoma mit einem Putsch den König ab. Bald darauf begannen die größtenteils aus Hutu bestehenden Polizeikräfte, unter dem Befehl Antoine Serkwavus in einigen Teilen des Landes Tutsi zu ermorden.
Michel Micombero war ein junger Armee-Captain der Tutsi. 1965 hatte er seine Ausbildung in Belgien beendet und war schnell zum Verteidigungsminister aufgestiegen. Er vereinte die Armee, die größtenteils aus Tutsi bestand, hinter sich gegen den Putsch und stürzte das Regime. Eine Vielzahl von Angriffen auf Hutu im ganzen Land folgte daraufhin.
Micombero wurde am 11. Juli 1966 Premierminister und somit die treibende Kraft der Nation, nur noch überwacht von König Ntare V. Kurze Zeit später, am 28. November, stürzte Micombero die Monarchie und erklärte sich selbst zum Präsidenten.
Als Präsident wurde Micombero ein Verfechter des afrikanischen Sozialismus und erhielt die Unterstützung Chinas. Er wollte Recht und Ordnung schaffen und ging gegen die Hutu vor.
Im Jahre 1972 organisierten Hutu-Flüchtlinge aus den Nachbarstaaten einen Aufstand in Burundi. Dieser wurde niedergeschlagen und mit organisierter ethnischer Gewalt beantwortet, die mindestens 150.000 Opfer unter den Hutu forderte. Micombero hatte die führende Rolle in diesem Genozid, der zu nachhaltigen Spannungen zwischen Hutu und Tutsi führte – sowohl in Burundi als auch im benachbarten Ruanda.
Nach diesen Ereignissen verfiel Micombero immer mehr der Korruption und dem Alkohol. Einige Quellen berichten, dass er sogar Wahnvorstellungen hatte. Vier Jahre später wurde er in einem Putsch vom stellvertretenden Stabschef und entfernten Cousin Jean-Baptiste Bagaza abgesetzt.
Micombero ging nach Somalia ins Exil, wo er 1983 an einem Herzinfarkt starb.